# Form and the Feeling
Form and the Feeling är en EP-skiva av Loosegoats, utgiven 2001 på skivbolaget Startracks.
Forn and the Feeling innehåller två tidigare outgivna spår: "Live Ones" och "Yucca Mountain" (en nyinspelning av versionen från Her, the City, et al. Övriga låtar är hämtade från bandets tidigare skivor. "Slotmachines and Busted Dreams" finns ursprungligen med på For Sale by Owner, "Sacred Ground", "A Mother's Cry" och "Adversity" på Plains, Plateaus and Mountains och "Form and the Feeling" på Her, the City, et al.

## Låtlista
Alla låtar är skrivna av Christian Kjellvander.
1. "Form and the Feeling" - 4:54
2. "Live Ones" - 5:01
3. "Yucca Mountain" - 4:51
4. "Sacred Ground" - 3:53
5. "A Mother's Cry" - 5:04
6. "Adversity" - 4:33
7. "Slotmachines and Busted Dreams" - 2:20

## Inspelning
Låtarna på skivan är inspelade vid flera olika tillfällen. "Form and the Feeling" spelades in i Tambourine Studios av Loosegoats. Låten masterades av Marco Manieri i februari 2001.
"Live Ones" och "Yucca Mountain" spelades in i Mojo Studios av Andreas Eijnarson. "Live Ones" mixades av Pelle Gunnerfeldt och Christian Kjellvander. I konvolutet till skivan kan läsas att "Yucca Mountain" mixades i Mojo Studios i augusti 2001, oklart av vem.
"Sacred Ground", "A Mother's Cry" och "Adversity" spelades in i Koppom och producerades av Brian Paulson och Loosegoats. Låtarna mixades i Smart Studios i augusti 1998 av Brian Paulson.
"Slotmachines and Busted Dreams" spelades in och mixades i november 1996 i Tambourine Studios av Loosegoats och Erik Hjärpe.